# Trou de l'Ours
Le Trou de l'Ours est une allée couverte située à Duault dans le département français des Côtes-d'Armor.

## Description
Le monument est en partie ruiné. À l'origine, il devait mesurer 15 m à 16 m de long pour 1,20 m de large. Dès la fin du XIXe siècle, il ne restait plus que neuf orthostates, trois tables de couverture et une dalle de fermeture à l'extrémité nord-est. Le vestibule et la chambre sont séparés par une dalle échancrée. Une grande dalle au sud-ouest, désormais inclinée, comporte «des traces de tentative de débitage par coins de bois».
En 1895, G. Fraboulet y effectua des fouilles et y recueillit des tessons de poterie, des cendres et des charbons de bois. Deux plans, dressés l'un par Fraboulet en 1895 et l'autre par A. Devoir en 1921, permettent d'avoir une idée de la disposition générale de l'ensemble avant ruine.